# مهدی نوروزی (فوتسال)
مهدی نوروزی بازیکن فوتسال است که که برای تیم ملی افغانستان بازی می‌کند.

## زندگی ورزشی
وی با درخشش در بازی‌های داخل سالن آسیا در ترکمنستان در پنجمین دور بازی‌های داخل سالن و ورزش‌های رزمی آسیا در افغانستان مقام چهارم را در مسابقات فوتسال به‌دست‌آورد.
مهدی نوروزی در تابستان ۱۴۰۲ به تیم باشگاه فوتسال سن‌ایچ پیوست و از لژیونرهای تیم ملی فوتسال افغانستان محسوب می‌شود. همچنین در اسفند ۱۴۰۲ به دعوت سرمربی وقت تیم ملی افغانستان، مجید مرتضایی در اردوهای مقدماتی تیم ملی شرکت کرد. او به مدت دو فصل از ۱۴۰۰ تا ۱۴۰۲ در تیم باشگاه فوتسال مقاومت البرز بازی کرده است. نوروزی در تیم‌های «فرید» و «درمانگاه بقیةالله» در لیگ برتر استان قم، تیم فوتسال مهاجرین «شهباز» و «سرخ پوشان» در لیگ برتر هرات سابقه بازی دارد.
در مارس ۲۰۲۵ با قراردادی شش‌ماهه به تیم گل فرانسه پیوست. این انتقال، او را به اولین فوتسالیست افغانستانی تبدیل می‌کند که در لیگ فرانسه بازی خواهد کرد.

## زندگی شخصی
مهدی نوروزی، در سال ۱۳۷۵ خورشیدی در مرکز ولایت سرپل افغانستان، چشم به جهان گشود و در هشت سالگی هنگامی که در ایران بود، به ورزش فوتسال رو آورد. وی سابقه گلزنی در پیروزی ۴–۶ تیم مقاومت البرز برابر فرش آرا را در کارنامه خود دارد. او در حال حاضر کاپیتان تیم ملی فوتسال افغانستان است.